# Дружба (Берестинський район)
Дружба (до 17 лютого 2016 — Ленінське) — селище в Україні, у Берестинському районі Харківської області. Населення становить 437 осіб. Орган місцевого самоврядування — Кобзівська сільська рада.

## Географія
Селище знаходиться в верхів'ях балки Вовче Горло. По селищу протікає пересихаючий струмок з декількома загатами. На північно-східній стороні від села бере початок річка Добренька. На відстані 2 км проходить автомобільна дорога М18 (E105).

## Історія
- 1922 — дата заснування.
- 2016 — селище Ленінське перейменовано на Дружба[2].

## Населення
Згідно з переписом УРСР 1989 року чисельність наявного населення селища становила 662 особи, з яких 309 чоловіків та 353 жінки.
За переписом населення України 2001 року в селищі мешкало 617 осіб.

### Мова
Розподіл населення за рідною мовою за даними перепису 2001 року:
| Мова       | Відсоток |
| ---------- | -------- |
| українська | 90,54 %  |
| російська  | 9,13 %   |
| білоруська | 0,16 %   |
| вірменська | 0,16 %   |

## Економіка
- Молочно-товарна і свино-товарна ферми.